# Liste des évêques de Forlimpopoli-Bertinoro
Cette liste recense les évêques qui se sont succédé sur le siège de Forlimpopoli puis de Bertinoro à partir de 1360 où le siège du diocèse est transféré dans cette ville. En 1803, le gouvernement français supprime le siège de Bertinoro, il est restauré en 1817. En 1824, par la bulle Dominici gregis du pape Léon XII, le siège de Bertinoro est uni à celui du diocèse de Sarsina, union qui est révoquée en 1872. L'ancien siège de Forlimpopoli est nommé siège titulaire en 1968 (siège titulaire de Forlimpopoli (it)). En 1976, Mgr Proni, évêque de Bertinoro, est également nommé évêque de Forlì, unissant les deux diocèses in persona episcopi. En 1986, l'union plénière des deux diocèses est établie et la nouvelle circonscription ecclésiastique prend le nom actuel de diocèse de Forlì-Bertinoro.

## Évêques de Forlimpopoli
- Saint Ruffile Ve siècle
- Stefano (mentionné en 649)
- Magno (mentionné en 680)
- Giovanni Ier (mentionné en 731)
- Anscauso (mentionné en 755)
- Giovanni II (858-861)
- Arnaldo (955-967)
- Sergio (mentionné en 983)
- Giumegisto (Xe siècle)
- Teuperto (998-1014)
- Onesto (mentionné en 1035)
- Pietro (1053-1077)
- Guido (mentionné en 1120)
- Ansarico (mentionné en 1152)
- Enrico (mentionné en 1165)
- Gregorio (mentionné en 1177)
- Lanfranco (1179-1182)
- Guardo (1195-1213)
- Ubertello (1214-1223)
- Egidio (1224-1241)
- Giovanni III (1251-1262)
- Aimerico (1262-1270)
- Ravaldino (1270-1285)
- Taddeo (1285-1303)
- Pietro Ier, O.F.M (1304-1314)
- Pietro II Lancetti, O.S.B (1314-1321)
- Ubaldo Gabrielli, O.S.B (1321-1323) nommé évêque de Trévise
- Ugolino, O.P (1323-1359)
- Roberto Boiselli, O.F.M (1359-1360) siège transféré à Bertinoro en 1360

## Évêques de Bertinoro
- Roberto Boiselli, O.F.M (1360-1365)
- Roberto de Bretteville, O.E.S.A (1365-1377)
- Tebaldo (1378-1395)
- Urso de Afflicto (1395-1404) nommé évêque de Monopoli
- Marco da Teramo (1404-1418) nommé évêque de Sarno
- Marco da Verona, O.S.M (1418-1426)
- Ventura degli Abati (1429-1477)
- Giuliano Maffei, O.F.M (1477-1505) nommé archevêque de Raguse de Dalmatie
- Giovanni Ruffo de Theodoli (1505-1511) nommé archevêque de Cosenza
- Angelo Petrucci (1512-1514)
  - Raffaele Petrucci (1519-1520) administrateur apostolique
- Pietro Petrucci (1520-1537)
- Benedetto Conversini (1537-1540) nommé évêque de Jesi
- Girolamo Verallo (1540-1541) nommé évêque de Caserte
- Cornelio Musso, O.F.M.Conv (1541-1544) nommé évêque de Bitonto
- Tommaso Caselli, O.P (1544-1548) nommé évêque d'Oppido Mamertina-Palmi
- Lodovico Vanino de Theodoli, C.R.S.A (1548-1563)
- Egidio Falcetta (1563-1564)
- Agostino Folignatti (1564-1579)
- Giovanni Andrea Caligari (1579-1613)
  - Bartolomeo Ugolini (1613-) évêque élu
- Innocenzo Massimo (1613-1624) nommé évêque de Catane
- Giovanni della Robbia, O.P (1624-1641)
- Isidoro della Robbia, O.S.B (1642-1656)
  - Siège vacant (1656-1659)
- Ottaviano Prati (1659-1659)
- Guido Bentivoglio, C.R (1660-1676)
- Vincenzo Gaballi (1676-1701)
- Giovanni Battista Missiroli (1701-1734)
- Gaetano Galvani (1734-1747)
- Francesco Maria Colombani da Forlì (1747-1788)
- Giacomo Boschi (1788-1807) nommé évêque de Carpi
  - Siège supprimé (1807-1817)
- Federico Bencivenni, O.F.M.Cap (1817-1829)
- Giambattista Guerra (1830-1857)
- Pietro Buffetti (1857-1874)
- Camillo Ruggeri (1874-1882 nommé évêque de Fano
- Lodovico Leonardi (1882-1898)
- Federico Polloni (1898-1924)
- Antonio Scarante (1924-1930) nommé évêque de Faenza
- Francesco Gardini (1931-1950)
- Mario Bondini (1950-1959)
- Giuseppe Bonacini (1959-1969)
- Giovanni Proni (1970-1986) nommé évêque de Forlì-Bertinoro

## Évêques de Forlì-Bertinoro
- Giovanni Proni (1986-1988)
- Vincenzo Zarri (1988-2005)
- Lino Pizzi (2005-2018)
- Livio Corazza, (2018- )

## Sources
- http://www.catholic-hierarchy.org